# Jaap Dekker
Jaap Dekker (Doesburg, 12 februari 1947 – Amstelveen, 28 februari 2020) was een Nederlandse boogiewoogie pianist, zanger, mondharmonicaspeler, accordeonist en componist.

## Biografie
Na een eerste muziekstudie op accordeon en orgel werd Dekker lid van popgroepen als onder andere Les Copains, Moan en Long Tall Ernie and the Shakers. Rond 1970 speelde hij als entertainment-pianist in verschillende cafés, maar ging zich vervolgens toeleggen op boogiewoogie. Op het Loosdrechtse Jazzconcours in 1971 werd hij uitgeroepen tot de beste performer van de oude stijl. Vervolgens scoorde hij in die muziekstijl twee gouden platen en eenmaal platina (meer dan 100.000 exemplaren). Ook schreef hij toen reeds muziek voor films en documentaires. Intussen nam hij vele jaren klassiek pianoles. Op latere leeftijd, in 1987, ging hij alsnog naar het conservatorium en voltooide zijn studie op het Sweelinck Conservatorium te Amsterdam.
Jaap Dekker trouwde in 1987 na een jarenlange vaste relatie met atlete en radio- en tv-presentatrice Olga Commandeur, met wie hij twee kinderen kreeg.
Jaap Dekker was een allround jazz- en boogiewoogie pianist, met een klassieke basisopleiding. Daarnaast was Dekker een getalenteerd componist en tekstschrijver.
Dekker overleed in de nacht van 27 op 28 februari 2020 op 73-jarige leeftijd.

## Discografie

### LP's
- Set Points, EMI, 052.24531
- Nursery Rhymes, EMI, 052.24717 met hit In een groen knollenland
- New Bottle Old Wine, EMI, 052.24900
- Honky Tonk Train Arrival, EMI, 052.24998
- Dekker Plays Domino, EMI, 052.25158 (1975)
- De Beste van Jaap Dekker Boogie Set, EMI, 050.25288
- Een Stille Liefde ( filmmuziek), EMI, 064.25623
- The best of Jaap Dekker, EMI, 050.26277
- Dekker’s Boogies,  EMI Elektrola
- Happy Hammers, Polydor, 2925080

### CD’s
- Jaap Dekker Best Boogies, EMI, 7960632
- Original Hits Recordings, EMI, 96063 (1991)
- De Hits van Jaap Dekker Boogie Set, EMI, PSCD 49 (1992)
- Nursery Rhymes, EMI, 7909072
- Jaap Dekker 25 jaar Boogies en Romantiek, EMI, 8 5351723
- Boogie On The Move (The Grand Piano Boogie Train: Jaap Dekker, Rob Hoeke and Rob Agerbeek), Rodero Records, RDR 1295 (1997)
- Blues & Boogie Movin' On (The Grand Piano Boogie Train: Jaap Dekker, Rob Hoeke and Rob Agerbeek), Rodero Records, RDR 1297 (1997)
- The Boogie Never Stops (The Grand Piano Boogie Train: Jaap Dekker, Hein van der Gaag, Martijn Schok), Romeo Records, F 8128 (2000)
- Groovin' the Boogie (The Grand Piano Boogie Train: Jaap Dekker, Jeroen Sweers, Martijn Schok), Romeo Records, F 9701 (2003)
- Simply Blue (live), Romeo Records, F 1212